# Løgstør bio
Løgstør Bio (stiliseret som Løgstør BIO) er en biograf i Løgstør. Den var oprindeligt privatejet, men i 1992 blev den foreningsejet. Biografen drives af frivillige.
I maj 2018 åbnede biografen i helt nye lokaler som en del af Kultur- og Idrætscenter Lanternen. Den har to sale med hhv. 74 og 36 sæder installeret i 200.

## Historie
Den åbnede i 1907 på Mikkelsens Hotel i Jernbanegade. I 1944 og igen i 1984 var den genstand for gennemgribende fornyelser – i 1984 ikke mindst for at gardere sig mod en gentagelse af en oversvømmelse i 1981, hvor Limfjorden gik langt over sine bredder.
I 1991 måtte biografejeren opgive driften; publikumsinteressen var faldet så meget, at en fortsættelse var økonomisk umulig. Hurtigt opstod der en bevægelse for at genoplive biografen på ikke-kommercielle vilkår. Foreningen "Løgstør Bios venner" blev dannet, og sammen med lokale sponsorer – og med hjælp fra den tidligere ejer – blev der igen vist film i Løgstør.
Den officielle genindvielse fandt sted 8. februar 1992. Siden da er Løgstør Bio blevet drevet af frivillig og overvejende ulønnet arbejdskraft.
Biografen er med finansiel støtte fra privatpersoner, lokale offentlige myndigheder, Det Danske Filminstitut samt Lokale- og Anlægsfonden løbende blevet moderniseret og fremstår nu som en fuldt moderne biograf med den nyeste teknik.